# Campeonato de Primera B 2011-12 (Argentina)
La temporada de la Primera B 2011-12 fue la LXXIX edición del campeonato de Primera B y la XXVI como tercera categoría del fútbol argentino. La temporada regular dio comienzo el 5 de agosto de 2011 y finalizó el 25 de mayo de 2012. La disputaron 21 equipos, uno menos que el campeonato anterior, debido a que los tres descendidos de la Primera B Nacional 2010/11 jugaron el Torneo Argentino A.
El nuevo equipo participante fue General Lamadrid, campeón de la Primera C 2010/11, quien nuevamente retornó a dicha categoría faltando cuatro fechas para la finalización del torneo. Resultó campeón Sarmiento de Junín en la anteúltima fecha regresando a la Primera B Nacional tras siete años de ausencia. Nueva Chicago también ascendió a la categoría superior al superar a Chacarita Juniors en la promoción. Sportivo Italiano, que perdió la promoción por mantener la categoría, descendió a la Primera C.

## Ascensos y descensos
| Posición | Descendido de la Primera B 2010-11 |
| -------- | ---------------------------------- |
| 22.º     | Deportivo Español                  |

| Posición | Ascendido de la Primera C 2010-11 |
| -------- | --------------------------------- |
| 1.º      | General Lamadrid                  |

| Posición | Ascendido a la Primera B Nacional 2011-12 |
| -------- | ----------------------------------------- |
| 1.º      | Atlanta                                   |

| Descendidos de la Primera B Nacional 2010-11 |
| -------------------------------------------- |
| No hubo                                      |

- De esta manera, el número de equipos se redujo a 21.

## Equipos participantes
| Equipo                 | Localidad           | Estadio                 | Capacidad |
| ---------------------- | ------------------- | ----------------------- | --------- |
| Acassuso               | Boulogne            | La Quema                | 800       |
| Almagro                | José Ingenieros     | Tres de febrero         | 19.000    |
| Barracas Central       | Buenos Aires        | Claudio Chiqui Tapia    | 4.400     |
| Brown                  | Adrogué             | Lorenzo Arandilla       | 3.000     |
| Colegiales             | Munro               | Colegiales              | 6.500     |
| Comunicaciones         | Buenos Aires        | Alfredo Ramos           | 3.500     |
| Defensores de Belgrano | Buenos Aires        | Juan Pasquale           | 8.750     |
| Deportivo Armenio      | Ingeniero Maschwitz | Armenia                 | 10.500    |
| Deportivo Morón        | Morón               | Francisco Urbano        | 20.000    |
| Estudiantes            | Caseros             | Ciudad de Caseros       | 16.740    |
| Flandria               | Jáuregui            | Carlos V                | 5.000     |
| General Lamadrid       | Buenos Aires        | Enrique Sexto           | 3.500     |
| Los Andes              | Lomas de Zamora     | Eduardo Gallardón       | 36.942    |
| Nueva Chicago          | Buenos Aires        | República de Mataderos  | 200       |
| Platense               | Florida             | Ciudad de Vicente López | 31.050    |
| San Telmo              | Dock Sud            | Dr. Osvaldo Baletto     | 6.500     |
| Sarmiento de Junín     | Junín               | Eva Perón               | 22.000    |
| Sportivo Italiano      | Ciudad Evita        | República de Italia     | 8.000     |
| Temperley              | Turdera             | Alfredo Beranger        | 20.000    |
| Tristán Suárez         | Tristán Suárez      | 20 de Octubre           | 15.000    |
| Villa San Carlos       | Berisso             | Genacio Sálice          | 4.000     |

### Distribución geográfica de los equipos
| Región                                   | Cant. | Equipos |
| ---------------------------------------- | ----- | --- |
| Conurbano bonaerense                     | 13    | Acassuso, Almagro, Brown, Colegiales, Deportivo Armenio, Deportivo Morón, Estudiantes, Los Andes, Platense, San Telmo, Sportivo Italiano, Temperley y Tristán Suárez |
| Ciudad de Buenos Aires                   | 5     | Barracas Central, Comunicaciones, Defensores de Belgrano, General Lamadrid y Nueva Chicago                                                                           |
| Interior de la provincia de Buenos Aires | 2     | Flandria y Sarmiento de Junín |
| Gran La Plata                            | 1     | Villa San Carlos |

## Formato

### Competición
Se disputó un torneo de 42 fechas por el sistema de todos contra todos, ida y vuelta, quedando un equipo libre por fecha.

### Ascensos
El equipo que más puntos obtuvo se consagró campeón y ascendió directamente. Los equipos ubicados entre el segundo y el quinto puesto de la tabla de posiciones final clasificaron al Torneo reducido, cuyo ganador disputó la promoción contra un equipo de la Primera B Nacional.

### Descensos
El equipo que al finalizar la temporada ocupó el último lugar de la tabla de promedios descendió a la Primera C, mientras que el que obtuvo el segundo peor promedio debió disputar una promoción ante un club de esa categoría.

## Tabla de posiciones
| Pos | Equipo                 | Pts | PJ | PG | PE | PP | GF | GC | DIF |
| --- | ---------------------- | --- | -- | -- | -- | -- | -- | -- | --- |
| 1º  | Sarmiento              | 80  | 40 | 24 | 8  | 8  | 52 | 24 | 28  |
| 2º  | Colegiales             | 73  | 40 | 21 | 10 | 9  | 54 | 33 | 21  |
| 3º  | Estudiantes            | 72  | 40 | 20 | 12 | 8  | 49 | 29 | 20  |
| 4º  | Nueva Chicago          | 70  | 40 | 20 | 10 | 10 | 56 | 36 | 20  |
| 5º  | Brown                  | 69  | 40 | 19 | 12 | 9  | 64 | 34 | 30  |
| 6º  | Platense               | 61  | 40 | 16 | 13 | 11 | 44 | 32 | 12  |
| 7º  | Los Andes              | 61  | 40 | 16 | 13 | 11 | 44 | 38 | 6   |
| 8º  | Comunicaciones         | 60  | 40 | 18 | 6  | 16 | 42 | 38 | 4   |
| 9º  | Acassuso               | 55  | 40 | 15 | 10 | 15 | 43 | 47 | -4  |
| 10º | Almagro                | 54  | 40 | 13 | 15 | 12 | 43 | 39 | 4   |
| 11º | Villa San Carlos       | 54  | 40 | 14 | 12 | 14 | 32 | 41 | -9  |
| 12º | Deportivo Armenio      | 50  | 40 | 12 | 14 | 14 | 45 | 50 | -5  |
| 13º | Flandria               | 50  | 40 | 12 | 14 | 14 | 36 | 44 | -8  |
| 14º | San Telmo              | 47  | 40 | 11 | 14 | 15 | 29 | 37 | -8  |
| 15º | Temperley              | 46  | 40 | 11 | 13 | 16 | 40 | 45 | -5  |
| 16º | Sportivo Italiano      | 46  | 40 | 10 | 16 | 14 | 33 | 42 | -9  |
| 17º | Tristán Suárez         | 45  | 40 | 12 | 9  | 19 | 48 | 57 | -9  |
| 18º | Defensores de Belgrano | 41  | 40 | 10 | 11 | 19 | 31 | 43 | -12 |
| 19º | Barracas Central       | 40  | 40 | 10 | 10 | 20 | 36 | 51 | -15 |
| 20º | Deportivo Morón        | 35  | 40 | 9  | 8  | 23 | 39 | 60 | -21 |
| 21º | General Lamadrid       | 31  | 40 | 7  | 10 | 23 | 27 | 67 | -40 |

|  | Campeón. Ascendió a la Primera B Nacional.         |
|  | Clasificados al Torneo Reducido.                   |
|  | Ganador del Torneo Reducido. Disputó la promoción. |

Fuente: Programación de Primera B Campeonato 2011/2012 - Posiciones

## Tabla de promedios
| Pos | Equipo                 | 09/10 | 10/11 | 11/12 | Total | PJ  | Promedio |
| --- | ---------------------- | ----- | ----- | ----- | ----- | --- | -------- |
| 1º  | Estudiantes            | 61    | 73    | 72    | 206   | 122 | 1.689    |
| 2º  | Brown                  | 54    | 70    | 69    | 193   | 122 | 1.582    |
| 3º  | Nueva Chicago          | 51    | 71    | 70    | 192   | 122 | 1.574    |
| 3º  | Sarmiento              | 75    | 37    | 80    | 192   | 122 | 1.574    |
| 5º  | Colegiales             | 61    | 53    | 73    | 187   | 122 | 1.533    |
| 6º  | Platense               | -     | 53    | 61    | 114   | 82  | 1.390    |
| 7º  | Defensores de Belgrano | 55    | 71    | 41    | 167   | 122 | 1.369    |
| 8º  | Acassuso               | 55    | 56    | 55    | 166   | 122 | 1.361    |
| 9º  | Villa San Carlos       | 48    | 60    | 54    | 162   | 122 | 1.328    |
| 10º | Almagro                | 44    | 58    | 54    | 156   | 122 | 1.279    |
| 11º | Comunicaciones         | 35    | 60    | 60    | 155   | 122 | 1.270    |
| 11º | Los Andes              | 60    | 34    | 61    | 155   | 122 | 1.270    |
| 13º | Barracas Central       | -     | 64    | 40    | 104   | 82  | 1.268    |
| 14º | Deportivo Armenio      | 38    | 65    | 50    | 153   | 122 | 1.254    |
| 14º | Tristán Suárez         | 62    | 46    | 45    | 153   | 122 | 1.254    |
| 16º | Flandria               | 47    | 54    | 50    | 151   | 122 | 1.238    |
| 17º | Temperley              | 56    | 44    | 46    | 146   | 122 | 1.197    |
| 18º | Deportivo Morón        | 47    | 61    | 35    | 143   | 122 | 1.172    |
| 18º | San Telmo              | 54    | 42    | 47    | 143   | 122 | 1.172    |
| 20º | Sportivo Italiano      | -     | 47    | 46    | 93    | 82  | 1.134    |
| 21º | General Lamadrid       | -     | -     | 31    | 31    | 40  | 0.775    |

|  | Jugó la promoción con un equipo de la Primera C para mantener la categoría. |
|  | Descendió a la Primera C.                                                   |

Programación de Primera B Campeonato 2011/2012 - Promedio

## Resultados
| Almagro                       | 2 - 0 | Deportivo Morón   | Tres de Febrero         | 5 de agosto   | 21:00 |
| Tristán Suárez                | 2 - 0 | Sarmiento         | 20 de Octubre           | 6 de agosto   | 13:05 |
| Nueva Chicago                 | 0 - 0 | Villa San Carlos  | República de Mataderos  | 6 de agosto   | 15:30 |
| Colegiales                    | 2 - 1 | General Lamadrid  | Colegiales              | 6 de agosto   | 15:30 |
| Comunicaciones                | 1 - 2 | Deportivo Armenio | Alfredo Ramos           | 6 de agosto   | 15:30 |
| Sportivo Italiano             | 1 - 1 | Barracas Central  | República de Italia     | 6 de agosto   | 15:30 |
| Flandria                      | 1 - 0 | Estudiantes       | Carlos V                | 6 de agosto   | 15:30 |
| Temperley                     | 0 - 1 | Platense          | Alfredo Beranger        | 6 de agosto   | 19:00 |
| San Telmo                     | 0 - 1 | Brown             | Alfredo Ramos           | 7 de agosto   | 15:30 |
| Acassuso                      | 0 - 1 | Los Andes         | Ciudad de Vicente López | 25 de octubre | 15:30 |
| Libre: Defensores de Belgrano |       |                   |                         |               |       |

| Villa San Carlos  | 3 - 2 | Tristán Suárez         | Genacio Sálice          | 11 de agosto | 15:05 |
| Deportivo Morón   | 2 - 0 | Temperley              | Francisco Urbano        | 11 de agosto | 21:00 |
| Estudiantes       | 3 - 2 | San Telmo              | Ciudad de Caseros       | 12 de agosto | 15:30 |
| Deportivo Armenio | 0 - 1 | Colegiales             | Armenia                 | 12 de agosto | 15:30 |
| Platense          | 2 - 0 | Defensores de Belgrano | Ciudad de Vicente López | 12 de agosto | 19:00 |
| Sarmiento         | 4 - 1 | Almagro                | Eva Perón               | 12 de agosto | 21:00 |
| Los Andes         | 0 - 1 | Flandria               | Eduardo Gallardón       | 12 de agosto | 21:00 |
| Brown             | 5 - 1 | Sportivo Italiano      | Lorenzo Arandilla       | 15 de agosto | 15:30 |
| General Lamadrid  | 0 - 4 | Nueva Chicago          | Enrique Sexto           | 15 de agosto | 15:30 |
| Barracas Central  | 3 - 2 | Comunicaciones         | Claudio "Chiqui" Tapia  | 17 de agosto | 15:30 |
| Libre: Acassuso   |       |                        |                         |              |       |

| Nueva Chicago          | 3 - 0 | Deportivo Armenio | República de Mataderos | 20 de agosto | 13:05 |
| Tristán Suárez         | 1 - 1 | General Lamadrid  | 20 de Octubre          | 20 de agosto | 14:00 |
| Temperley              | 0 - 1 | Sarmiento         | Alfredo Beranger       | 20 de agosto | 14:00 |
| San Telmo              | 0 - 1 | Los Andes         | Alfredo Ramos          | 20 de agosto | 15:30 |
| Flandria               | 0 - 0 | Acassuso          | Carlos V               | 20 de agosto | 15:30 |
| Almagro                | 0 - 1 | Villa San Carlos  | Tres de Febrero        | 20 de agosto | 17:00 |
| Sportivo Italiano      | 0 - 0 | Estudiantes       | República de Italia    | 20 de agosto | 19:00 |
| Colegiales             | 2 - 0 | Barracas Central  | Colegiales             | 22 de agosto | 15:30 |
| Comunicaciones         | 1 - 6 | Brown             | Alfredo Ramos          | 22 de agosto | 15:30 |
| Defensores de Belgrano | 1 - 1 | Deportivo Morón   | Juan Pasquale          | 23 de agosto | 15:30 |
| Libre: Platense        |       |                   |                        |              |       |

| Sarmiento         | 1 - 1 | Defensores de Belgrano | Eva Perón               | 27 de agosto | 13:05 |
| Villa San Carlos  | 2 - 3 | Temperley              | Genacio Sálice          | 27 de agosto | 15:30 |
| Estudiantes       | 2 - 0 | Comunicaciones         | Ciudad de Caseros       | 27 de agosto | 15:30 |
| Barracas Central  | 2 - 1 | Nueva Chicago          | Claudio "Chiqui" Tapia  | 27 de agosto | 15:30 |
| Acassuso          | 2 - 1 | San Telmo              | Ciudad de Vicente López | 27 de agosto | 15:30 |
| Deportivo Armenio | 2 - 0 | Tristán Suárez         | Armenia                 | 27 de agosto | 15:30 |
| Los Andes         | 1 - 0 | Sportivo Italiano      | Eduardo Gallardón       | 27 de agosto | 17:00 |
| General Lamadrid  | 0 - 0 | Almagro                | Claudio "Chiqui" Tapia  | 28 de agosto | 15:30 |
| Brown             | 3 - 1 | Colegiales             | Lorenzo Arandilla       | 28 de agosto | 15:30 |
| Deportivo Morón   | 1 - 2 | Platense               | Francisco Urbano        | 30 de agosto | 21:00 |
| Libre: Flandria   |       |                        |                         |              |       |

| Colegiales             | 0 - 0 | Estudiantes       | Colegiales              | 2 de septiembre | 14:00 |
| Tristán Suárez         | 2 - 1 | Barracas Central  | 20 de Octubre           | 2 de septiembre | 14:00 |
| Temperley              | 3 - 0 | General Lamadrid  | Alfredo Beranger        | 2 de septiembre | 21:00 |
| Almagro                | 1 - 2 | Deportivo Armenio | Tres de Febrero         | 2 de septiembre | 21:00 |
| Sportivo Italiano      | 0 - 3 | Acassuso          | República de Italia     | 3 de septiembre | 11:00 |
| Nueva Chicago          | 0 - 1 | Brown             | República de Mataderos  | 3 de septiembre | 13:05 |
| Comunicaciones         | 1 - 0 | Los Andes         | Alfredo Ramos           | 3 de septiembre | 15:30 |
| Defensores de Belgrano | 3 - 0 | Villa San Carlos  | Juan Pasquale           | 3 de septiembre | 15:30 |
| Platense               | 1 - 2 | Sarmiento         | Ciudad de Vicente López | 3 de septiembre | 18:00 |
| San Telmo              | 0 - 0 | Flandria          | Alfredo Ramos           | 4 de septiembre | 15:30 |
| Libre: Deportivo Morón |       |                   |                         |                 |       |

| Villa San Carlos  | 1 - 0 | Platense               | Genacio Sálice          | 6 de septiembre | 14:00 |
| General Lamadrid  | 0 - 1 | Defensores de Belgrano | Nueva España            | 6 de septiembre | 15:05 |
| Deportivo Armenio | 1 - 1 | Temperley              | Armenia                 | 6 de septiembre | 15:30 |
| Acassuso          | 0 - 2 | Comunicaciones         | Ciudad de Vicente López | 6 de septiembre | 15:30 |
| Brown             | 3 - 2 | Tristán Suárez         | Lorenzo Arandilla       | 6 de septiembre | 15:30 |
| Sarmiento         | 0 - 0 | Deportivo Morón        | Eva Perón               | 6 de septiembre | 21:00 |
| Estudiantes       | 1 - 1 | Nueva Chicago          | Ciudad de Caseros       | 6 de septiembre | 21:00 |
| Los Andes         | 1 - 2 | Colegiales             | Eduardo Gallardón       | 6 de septiembre | 21:00 |
| Flandria          | 0 - 0 | Sportivo Italiano      | Carlos V                | 7 de septiembre | 15:30 |
| Barracas Central  | 3 - 1 | Almagro                | Claudio "Chiqui" Tapia  | 1 de noviembre  | 15:30 |
| Libre: San Telmo  |       |                        |                         |                 |       |

| Nueva Chicago          | 2 - 2 | Los Andes         | República de Mataderos  | 10 de septiembre | 13:05 |
| Temperley              | 1 - 1 | Barracas Central  | Alfredo Beranger        | 10 de septiembre | 14:00 |
| Defensores de Belgrano | 1 - 0 | Deportivo Armenio | Juan Pasquale           | 10 de septiembre | 17:00 |
| Tristán Suárez         | 0 - 1 | Estudiantes       | 20 de Octubre           | 11 de septiembre | 14:00 |
| Sportivo Italiano      | 0 - 1 | San Telmo         | República de Italia     | 11 de septiembre | 14:00 |
| Almagro                | 2 - 0 | Brown             | Tres de Febrero         | 11 de septiembre | 14:00 |
| Colegiales             | 0 - 0 | Acassuso          | Colegiales              | 11 de septiembre | 14:00 |
| Comunicaciones         | 1 - 0 | Flandria          | Alfredo Ramos           | 11 de septiembre | 15:30 |
| Platense               | 2 - 1 | General Lamadrid  | Ciudad de Vicente López | 12 de septiembre | 21:00 |
| Deportivo Morón        | 2 - 0 | Villa San Carlos  | Francisco Urbano        | 13 de septiembre | 21:00 |
| Libre: Sarmiento       |       |                   |                         |                  |       |

| Los Andes                | 2 - 0 | Tristán Suárez         | Eduardo Gallardón       | 17 de septiembre | 13:00 |
| Barracas Central         | 2 - 0 | Defensores de Belgrano | Claudio "Chiqui" Tapia  | 17 de septiembre | 13:30 |
| Deportivo Armenio        | 0 - 0 | Platense               | Armenia                 | 17 de septiembre | 14:00 |
| Villa San Carlos         | 1 - 0 | Sarmiento              | Genacio Sálice          | 17 de septiembre | 14:00 |
| General Lamadrid         | 1 - 0 | Deportivo Morón        | Enrique Sexto           | 17 de septiembre | 15:30 |
| Brown                    | 3 - 1 | Temperley              | Lorenzo Arandilla       | 18 de septiembre | 11:00 |
| Acassuso                 | 2 - 1 | Nueva Chicago          | Ciudad de Vicente López | 18 de septiembre | 11:00 |
| Flandria                 | 0 - 1 | Colegiales             | Carlos V                | 18 de septiembre | 11:00 |
| San Telmo                | 0 - 1 | Comunicaciones         | Claudio "Chiqui" Tapia  | 19 de septiembre | 15:30 |
| Estudiantes              | 1 - 0 | Almagro                | Ciudad de Caseros       | 20 de septiembre | 21:00 |
| Libre: Sportivo Italiano |       |                        |                         |                  |       |

| Colegiales              | 4 - 2 | San Telmo         | Colegiales              | 24 de septiembre | 13:05 |
| Sarmiento               | 1 - 0 | General Lamadrid  | Eva Perón               | 24 de septiembre | 13:30 |
| Almagro                 | 0 - 0 | Los Andes         | Tres de Febrero         | 24 de septiembre | 14:00 |
| Comunicaciones          | 1 - 0 | Sportivo Italiano | Alfredo Ramos           | 24 de septiembre | 15:30 |
| Nueva Chicago           | 1 - 0 | Flandria          | República de Mataderos  | 24 de septiembre | 15:30 |
| Tristán Suárez          | 1 - 0 | Acassuso          | 20 de Octubre           | 24 de septiembre | 15:30 |
| Defensores de Belgrano  | 0 - 1 | Brown             | Juan Pasquale           | 24 de septiembre | 17:05 |
| Platense                | 1 - 0 | Barracas Central  | Ciudad de Vicente López | 26 de septiembre | 21:00 |
| Deportivo Morón         | 1 - 3 | Deportivo Armenio | Francisco Urbano        | 26 de septiembre | 21:00 |
| Temperley               | 0 - 0 | Estudiantes       | Alfredo Beranger        | 27 de septiembre | 21:00 |
| Libre: Villa San Carlos |       |                   |                         |                  |       |

| Brown                 | 1 - 3 | Platense               | Lorenzo Arandilla       | 1 de octubre | 13:05 |
| Barracas Central      | 1 - 0 | Deportivo Morón        | Claudio "Chiqui" Tapia  | 1 de octubre | 15:30 |
| Acassuso              | 2 - 1 | Almagro                | Ciudad de Vicente López | 1 de octubre | 15:30 |
| San Telmo             | 1 - 0 | Nueva Chicago          | Alfredo Ramos           | 1 de octubre | 15:30 |
| Sportivo Italiano     | 2 - 2 | Colegiales             | República de Italia     | 1 de octubre | 15:30 |
| Deportivo Armenio     | 1 - 1 | Sarmiento              | Armenia                 | 1 de octubre | 15:30 |
| General Lamadrid      | 1 - 0 | Villa San Carlos       | Enrique Sexto           | 1 de octubre | 15:30 |
| Los Andes             | 2 - 2 | Temperley              | Eduardo Gallardón       | 1 de octubre | 17:05 |
| Flandria              | 2 - 1 | Tristán Suárez         | Carlos V                | 3 de octubre | 15:30 |
| Estudiantes           | 1 - 0 | Defensores de Belgrano | Ciudad de Caseros       | 4 de octubre | 21:00 |
| Libre: Comunicaciones |       |                        |                         |              |       |

| Defensores de Belgrano  | 1 - 2 | Los Andes         | Juan Pasquale           | 8 de octubre  | 13:05 |
| Sarmiento               | 1 - 0 | Barracas Central  | Eva Perón               | 8 de octubre  | 13:30 |
| Tristán Suárez          | 1 - 0 | San Telmo         | 20 de Octubre           | 8 de octubre  | 15:30 |
| Almagro                 | 1 - 2 | Flandria          | Tres de Febrero         | 8 de octubre  | 15:30 |
| Temperley               | 3 - 0 | Acassuso          | Alfredo Beranger        | 8 de octubre  | 15:30 |
| Platense                | 0 - 0 | Estudiantes       | Ciudad de Vicente López | 8 de octubre  | 19:30 |
| Colegiales              | 1 - 0 | Comunicaciones    | Colegiales              | 9 de octubre  | 14:30 |
| Nueva Chicago           | 1 - 1 | Sportivo Italiano | República de Mataderos  | 10 de octubre | 15:30 |
| Villa San Carlos        | 1 - 1 | Deportivo Armenio | Genacio Sálice          | 10 de octubre | 15:30 |
| Deportivo Morón         | 2 - 1 | Brown             | Francisco Urbano        | 10 de octubre | 17:30 |
| Libre: General Lamadrid |       |                   |                         |               |       |

| San Telmo         | 0 - 0 | Almagro                | Dr. Osvaldo Baletto     | 15 de octubre | 11:00 |
| Los Andes         | 1 - 1 | Platense               | Eduardo Gallardón       | 15 de octubre | 13:05 |
| Flandria          | 2 - 2 | Temperley              | Carlos V                | 15 de octubre | 15:30 |
| Comunicaciones    | 2 - 0 | Nueva Chicago          | Alfredo Ramos           | 15 de octubre | 15:30 |
| Deportivo Armenio | 2 - 0 | General Lamadrid       | Armenia                 | 15 de octubre | 15:30 |
| Brown             | 1 - 0 | Sarmiento              | Lorenzo Arandilla       | 15 de octubre | 15:30 |
| Barracas Central  | 0 - 2 | Villa San Carlos       | Claudio "Chiqui" Tapia  | 15 de octubre | 15:30 |
| Estudiantes       | 3 - 0 | Deportivo Morón        | Ciudad de Caseros       | 16 de octubre | 11:00 |
| Acassuso          | 0 - 1 | Defensores de Belgrano | Ciudad de Vicente López | 16 de octubre | 11:00 |
| Sportivo Italiano | 2 - 0 | Tristán Suárez         | República de Italia     | 17 de octubre | 15:30 |
| Libre: Colegiales |       |                        |                         |               |       |

| Nueva Chicago            | 1 - 0 | Colegiales        | República de Mataderos  | 21 de octubre | 14:00 |
| Defensores de Belgrano   | 2 - 0 | Flandria          | Juan Pasquale           | 21 de octubre | 15:00 |
| General Lamadrid         | 1 - 1 | Barracas Central  | Enrique Sexto           | 21 de octubre | 15:30 |
| Villa San Carlos         | 0 - 0 | Brown             | Genacio Sálice          | 21 de octubre | 15:30 |
| Platense                 | 2 - 0 | Acassuso          | Ciudad de Vicente López | 21 de octubre | 20:00 |
| Deportivo Morón          | 1 - 4 | Los Andes         | Francisco Urbano        | 21 de octubre | 21:00 |
| Sarmiento                | 1 - 0 | Estudiantes       | Eva Perón               | 21 de octubre | 21:00 |
| Temperley                | 0 - 1 | San Telmo         | Alfredo Beranger        | 21 de octubre | 21:00 |
| Almagro                  | 3 - 0 | Sportivo Italiano | Tres de Febrero         | 24 de octubre | 15:30 |
| Tristán Suárez           | 2 - 3 | Comunicaciones    | 20 de Octubre           | 24 de octubre | 15:30 |
| Libre: Deportivo Armenio |       |                   |                         |               |       |

| San Telmo            | 0 - 0 | Defensores de Belgrano | Dr. Osvaldo Baletto     | 29 de octubre  | 13:05 |
| Flandria             | 0 - 0 | Platense               | Carlos V                | 29 de octubre  | 15:30 |
| Comunicaciones       | 0 - 2 | Almagro                | Alfredo Ramos           | 29 de octubre  | 15:30 |
| Brown                | 5 - 1 | General Lamadrid       | Lorenzo Arandilla       | 29 de octubre  | 15:30 |
| Barracas Central     | 1 - 1 | Deportivo Armenio      | Claudio "Chiqui" Tapia  | 29 de octubre  | 15:30 |
| Los Andes            | 0 - 3 | Sarmiento              | Eduardo Gallardón       | 29 de octubre  | 15:30 |
| Colegiales           | 1 - 0 | Tristán Suárez         | Colegiales              | 29 de octubre  | 15:30 |
| Estudiantes          | 2 - 0 | Villa San Carlos       | Ciudad de Caseros       | 29 de octubre  | 15:30 |
| Sportivo Italiano    | 1 - 1 | Temperley              | República de Italia     | 30 de octubre  | 11:00 |
| Acassuso             | 1 - 1 | Deportivo Morón        | Ciudad de Vicente López | 1 de noviembre | 21:00 |
| Libre: Nueva Chicago |       |                        |                         |                |       |

| Villa San Carlos        | 1 - 0 | Los Andes         | Genacio Sálice          | 4 de noviembre | 15:30 |
| Temperley               | 0 - 0 | Comunicaciones    | Alfredo Beranger        | 4 de noviembre | 21:00 |
| Tristán Suárez          | 0 - 1 | Nueva Chicago     | 20 de Octubre           | 5 de noviembre | 13:05 |
| General Lamadrid        | 0 - 2 | Estudiantes       | Enrique Sexto           | 5 de noviembre | 15:30 |
| Defensores de Belgrano  | 0 - 0 | Sportivo Italiano | Juan Pasquale           | 5 de noviembre | 15:30 |
| Deportivo Armenio       | 0 - 0 | Brown             | Armenia                 | 5 de noviembre | 15:30 |
| Sarmiento               | 2 - 0 | Acassuso          | Eva Perón               | 5 de noviembre | 17:00 |
| Almagro                 | 0 - 0 | Colegiales        | Tres de Febrero         | 5 de noviembre | 17:05 |
| Platense                | 0 - 1 | San Telmo         | Ciudad de Vicente López | 7 de noviembre | 20:00 |
| Deportivo Morón         | 0 - 2 | Flandria          | Francisco Urbano        | 7 de noviembre | 21:00 |
| Libre: Barracas Central |       |                   |                         |                |       |

| Comunicaciones        | 0 - 1 | Defensores de Belgrano | Alfredo Ramos           | 12 de noviembre | 17:00 |
| Los Andes             | 1 - 0 | General Lamadrid       | Eduardo Gallardón       | 12 de noviembre | 17:00 |
| Acassuso              | 0 - 2 | Villa San Carlos       | Ciudad de Vicente López | 12 de noviembre | 17:00 |
| Nueva Chicago         | 2 - 1 | Almagro                | República de Mataderos  | 12 de noviembre | 17:30 |
| Sportivo Italiano     | 1 - 1 | Platense               | República de Italia     | 12 de noviembre | 19:30 |
| Colegiales            | 2 - 0 | Temperley              | Colegiales              | 13 de noviembre | 17:00 |
| San Telmo             | 2 - 1 | Deportivo Morón        | Dr. Osvaldo Baletto     | 13 de noviembre | 17:00 |
| Brown                 | 1 - 0 | Barracas Central       | Lorenzo Arandilla       | 13 de noviembre | 17:00 |
| Flandria              | 0 - 2 | Sarmiento              | Carlos V                | 13 de noviembre | 17:00 |
| Estudiantes           | 1 - 1 | Deportivo Armenio      | Ciudad de Caseros       | 13 de noviembre | 19:00 |
| Libre: Tristán Suárez |       |                        |                         |                 |       |

| Sarmiento              | 1 - 0 | San Telmo         | Eva Perón               | 17 de noviembre | 21:00 |
| Villa San Carlos       | 2 - 0 | Flandria          | Genacio Sálice          | 18 de noviembre | 17:00 |
| Deportivo Morón        | 0 - 1 | Sportivo Italiano | Francisco Urbano        | 18 de noviembre | 21:00 |
| Barracas Central       | 0 - 1 | Estudiantes       | Claudio "Chiqui" Tapia  | 19 de noviembre | 17:00 |
| Temperley              | 0 - 1 | Nueva Chicago     | Tres de Febrero         | 19 de noviembre | 17:00 |
| General Lamadrid       | 1 - 0 | Acassuso          | Enrique Sexto           | 19 de noviembre | 17:00 |
| Defensores de Belgrano | 0 - 2 | Colegiales        | Juan Pasquale           | 19 de noviembre | 19:30 |
| Platense               | 1 - 0 | Comunicaciones    | Ciudad de Vicente López | 19 de noviembre | 21:30 |
| Deportivo Armenio      | 1 - 2 | Los Andes         | Armenia                 | 20 de noviembre | 17:00 |
| Almagro                | 2 - 2 | Tristán Suárez    | Tres de Febrero         | 20 de noviembre | 17:00 |
| Libre: Brown           |       |                   |                         |                 |       |

| Comunicaciones    | 0 - 0 | Deportivo Morón        | Alfredo Ramos           | 26 de noviembre | 17:00 |
| Los Andes         | 3 - 1 | Barracas Central       | Eduardo Gallardón       | 26 de noviembre | 17:00 |
| Flandria          | 0 - 0 | General Lamadrid       | Carlos V                | 26 de noviembre | 17:00 |
| Nueva Chicago     | 1 - 1 | Defensores de Belgrano | República de Mataderos  | 26 de noviembre | 17:05 |
| Colegiales        | 2 - 2 | Platense               | Colegiales              | 28 de noviembre | 17:00 |
| Tristán Suárez    | 1 - 3 | Temperley              | 20 de Octubre           | 28 de noviembre | 17:00 |
| Estudiantes       | 2 - 1 | Brown                  | Ciudad de Caseros       | 28 de noviembre | 17:00 |
| Acassuso          | 1 - 2 | Deportivo Armenio      | Ciudad de Vicente López | 28 de noviembre | 17:00 |
| San Telmo         | 1 - 0 | Villa San Carlos       | Dr. Osvaldo Baletto     | 28 de noviembre | 17:00 |
| Sportivo Italiano | 0 - 2 | Sarmiento              | República de Italia     | 29 de noviembre | 21:05 |
| Libre: Almagro    |       |                        |                         |                 |       |

| General Lamadrid       | 0 - 0 | San Telmo         | Enrique Sexto           | 3 de diciembre | 17:00 |
| Deportivo Armenio      | 1 - 3 | Flandria          | Armenia                 | 3 de diciembre | 17:00 |
| Defensores de Belgrano | 0 - 0 | Tristán Suárez    | Juan Pasquale           | 3 de diciembre | 17:00 |
| Barracas Central       | 1 - 2 | Acassuso          | Claudio "Chiqui" Tapia  | 3 de diciembre | 17:00 |
| Brown                  | 3 - 0 | Los Andes         | Lorenzo Arandilla       | 3 de diciembre | 17:05 |
| Sarmiento              | 2 - 1 | Comunicaciones    | Eva Perón               | 3 de diciembre | 19:00 |
| Temperley              | 0 - 1 | Almagro           | República de Italia     | 3 de diciembre | 19:05 |
| Villa San Carlos       | 1 - 1 | Sportivo Italiano | Genacio Sálice          | 4 de diciembre | 17:00 |
| Platense               | 1 - 3 | Nueva Chicago     | Ciudad de Vicente López | 4 de diciembre | 17:00 |
| Deportivo Morón        | 1 - 0 | Colegiales        | Francisco Urbano        | 4 de diciembre | 17:00 |
| Libre: Estudiantes     |       |                   |                         |                |       |

| Los Andes         | 1 - 2 | Estudiantes            | Eduardo Gallardón       | 7 de diciembre | 17:00 |
| Tristán Suárez    | 1 - 1 | Platense               | 20 de Octubre           | 8 de diciembre | 17:00 |
| Nueva Chicago     | 2 - 0 | Deportivo Morón        | República de Mataderos  | 8 de diciembre | 17:00 |
| Acassuso          | 1 - 1 | Brown                  | Ciudad de Vicente López | 8 de diciembre | 17:00 |
| San Telmo         | 2 - 2 | Deportivo Armenio      | Dr. Osvaldo Baletto     | 8 de diciembre | 17:00 |
| Colegiales        | 1 - 0 | Sarmiento              | Colegiales              | 8 de diciembre | 17:00 |
| Comunicaciones    | 3 - 0 | Villa San Carlos       | Alfredo Ramos           | 8 de diciembre | 17:00 |
| Sportivo Italiano | 2 - 1 | General Lamadrid       | República de Italia     | 8 de diciembre | 20:05 |
| Flandria          | 0 - 0 | Barracas Central       | Carlos V                | 9 de diciembre | 17:00 |
| Almagro           | 1 - 0 | Defensores de Belgrano | Armenia                 | 21 de marzo    | 16:00 |
| Libre: Temperley  |       |                        |                         |                |       |

| Deportivo Morón        | 3 - 1 | Tristán Suárez    | Francisco Urbano        | 11 de diciembre | 20:00 |
| Defensores de Belgrano | 1 - 0 | Temperley         | Juan Pasquale           | 12 de diciembre | 17:00 |
| Villa San Carlos       | 0 - 0 | Colegiales        | Genacio Sálice          | 12 de diciembre | 17:00 |
| General Lamadrid       | 0 - 2 | Comunicaciones    | Enrique Sexto           | 12 de diciembre | 17:00 |
| Deportivo Armenio      | 1 - 4 | Sportivo Italiano | Armenia                 | 12 de diciembre | 17:00 |
| Barracas Central       | 2 - 1 | San Telmo         | Claudio "Chiqui" Tapia  | 12 de diciembre | 17:00 |
| Brown                  | 3 - 0 | Flandria          | Lorenzo Arandilla       | 12 de diciembre | 17:00 |
| Estudiantes            | 1 - 2 | Acassuso          | Ciudad de Caseros       | 12 de diciembre | 17:35 |
| Platense               | 0 - 1 | Almagro           | Ciudad de Vicente López | 12 de diciembre | 21:00 |
| Sarmiento              | 2 - 1 | Nueva Chicago     | Eva Perón               | 12 de diciembre | 21:00 |
| Libre: Los Andes       |       |                   |                         |                 |       |

| Barracas Central              | 0 - 2 | Sportivo Italiano | Claudio "Chiqui" Tapia  | 27 de enero | 17:00 |
| Brown                         | 0 - 0 | San Telmo         | Lorenzo Arandilla       | 27 de enero | 17:00 |
| Deportivo Morón               | 0 - 1 | Almagro           | Francisco Urbano        | 27 de enero | 18:00 |
| Deportivo Armenio             | 0 - 2 | Comunicaciones    | Armenia                 | 28 de enero | 17:00 |
| Villa San Carlos              | 2 - 1 | Nueva Chicago     | Genacio Sálice          | 28 de enero | 17:00 |
| General Lamadrid              | 0 - 4 | Colegiales        | Enrique Sexto           | 28 de enero | 17:00 |
| Los Andes                     | 0 - 0 | Acassuso          | Eduardo Gallardón       | 28 de enero | 17:00 |
| Platense                      | 1 - 0 | Temperley         | Ciudad de Vicente López | 28 de enero | 20:00 |
| Sarmiento                     | 1 - 0 | Tristán Suárez    | Eva Perón               | 28 de enero | 20:05 |
| Estudiantes                   | 3 - 1 | Flandria          | Ciudad de Caseros       | 28 de enero | 21:00 |
| Libre: Defensores de Belgrano |       |                   |                         |             |       |

| Flandria               | 0 - 0 | Los Andes         | Carlos V               | 31 de enero | 17:00 |
| San Telmo              | 1 - 3 | Estudiantes       | Dr. Osvaldo Baletto    | 31 de enero | 17:00 |
| Temperley              | 2 - 1 | Deportivo Morón   | Alfredo Beranger       | 31 de enero | 17:00 |
| Comunicaciones         | 1 - 0 | Barracas Central  | Alfredo Ramos          | 31 de enero | 17:00 |
| Colegiales             | 2 - 1 | Deportivo Armenio | Colegiales             | 31 de enero | 17:00 |
| Tristán Suárez         | 1 - 2 | Villa San Carlos  | 20 de Octubre          | 31 de enero | 17:00 |
| Sportivo Italiano      | 0 - 0 | Brown             | República de Italia    | 31 de enero | 19:05 |
| Almagro                | 3 - 1 | Sarmiento         | Tres de Febrero        | 31 de enero | 21:00 |
| Defensores de Belgrano | 0 - 2 | Platense          | Juan Pasquale          | 31 de enero | 21:05 |
| Nueva Chicago          | 0 - 0 | General Lamadrid  | República de Mataderos | 21 de marzo | 16:00 |
| Libre: Acassuso        |       |                   |                        |             |       |

| Deportivo Armenio | 1 - 1 | Nueva Chicago          | Armenia                | 4 de febrero | 17:00 |
| Barracas Central  | 0 - 1 | Colegiales             | Claudio "Chiqui" Tapia | 4 de febrero | 17:00 |
| Los Andes         | 0 - 0 | San Telmo              | Eduardo Gallardón      | 4 de febrero | 17:00 |
| Acassuso          | 0 - 2 | Flandria               | Ciudad de Caseros      | 4 de febrero | 17:00 |
| Deportivo Morón   | 3 - 2 | Defensores de Belgrano | Francisco Urbano       | 4 de febrero | 19:05 |
| General Lamadrid  | 2 - 1 | Tristán Suárez         | Enrique Sexto          | 5 de febrero | 17:00 |
| Sarmiento         | 4 - 0 | Temperley              | Eva Perón              | 5 de febrero | 20:00 |
| Brown             | 0 - 1 | Comunicaciones         | Lorenzo Arandilla      | 6 de febrero | 17:00 |
| Villa San Carlos  | 1 - 1 | Almagro                | Genacio Sálice         | 6 de febrero | 17:15 |
| Estudiantes       | 1 - 0 | Sportivo Italiano      | Ciudad de Caseros      | 7 de febrero | 21:05 |
| Libre: Platense   |       |                        |                        |              |       |

| San Telmo              | 1 - 2 | Acassuso          | Dr. Osvaldo Baletto     | 10 de febrero | 17:00 |
| Tristán Suárez         | 0 - 0 | Deportivo Armenio | 20 de octubre           | 10 de febrero | 17:00 |
| Nueva Chicago          | 3 - 0 | Barracas Central  | Juan Pasquale           | 11 de febrero | 17:00 |
| Colegiales             | 2 - 0 | Brown             | Colegiales              | 11 de febrero | 17:00 |
| Platense               | 3 - 2 | Deportivo Morón   | Ciudad de Vicente López | 11 de febrero | 20:05 |
| Almagro                | 0 - 0 | General Lamadrid  | Tres de febrero         | 12 de febrero | 17:00 |
| Sportivo Italiano      | 0 - 0 | Los Andes         | República de Italia     | 12 de febrero | 17:00 |
| Temperley              | 2 - 0 | Villa San Carlos  | Alfredo Beranger        | 13 de febrero | 17:00 |
| Comunicaciones         | 0 - 0 | Estudiantes       | Alfredo Ramos           | 13 de febrero | 17:00 |
| Defensores de Belgrano | 0 - 1 | Sarmiento         | Juan Pasquale           | 14 de febrero | 21:05 |
| Libre: Flandria        |       |                   |                         |               |       |

| Acassuso               | 0 - 0 | Sportivo Italiano      | Ciudad de Caseros      | 17 de febrero | 17:00 |
| Brown                  | 2 - 1 | Nueva Chicago          | Lorenzo Arandilla      | 17 de febrero | 17:30 |
| General Lamadrid       | 2 - 1 | Temperley              | Enrique Sexto          | 18 de febrero | 17:00 |
| Deportivo Armenio      | 3 - 0 | Almagro                | Armenia                | 18 de febrero | 17:00 |
| Barracas Central       | 1 - 1 | Tristán Suárez         | Claudio "Chiqui" Tapia | 18 de febrero | 17:00 |
| Los Andes              | 2 - 1 | Comunicaciones         | Eduardo Gallardón      | 18 de febrero | 17:00 |
| Flandria               | 2 - 0 | San Telmo              | Carlos V               | 18 de febrero | 17:00 |
| Estudiantes            | 1 - 1 | Colegiales             | Ciudad de Caseros      | 18 de febrero | 17:05 |
| Villa San Carlos       | 1 - 1 | Defensores de Belgrano | Genacio Sálice         | 19 de febrero | 17:00 |
| Sarmiento              | 1 - 0 | Platense               | Eva Perón              | 19 de febrero | 21:00 |
| Libre: Deportivo Morón |       |                        |                        |               |       |

| Comunicaciones         | 3 - 0 | Acassuso          | Alfredo Ramos           | 21 de febrero | 17:00 |
| Temperley              | 2 - 0 | Deportivo Armenio | Alfredo Beranger        | 21 de febrero | 17:00 |
| Colegiales             | 1 - 1 | Los Andes         | Colegiales              | 21 de febrero | 17:00 |
| Nueva Chicago          | 1 - 0 | Estudiantes       | Juan Pasquale           | 21 de febrero | 17:00 |
| Almagro                | 0 - 0 | Barracas Central  | Tres de febrero         | 21 de febrero | 17:00 |
| Tristán Suárez         | 3 - 3 | Brown             | 20 de octubre           | 21 de febrero | 17:05 |
| Sportivo Italiano      | 0 - 0 | Flandria          | República de Italia     | 22 de febrero | 17:00 |
| Defensores de Belgrano | 1 - 2 | General Lamadrid  | Juan Pasquale           | 22 de febrero | 17:00 |
| Platense               | 5 - 0 | Villa San Carlos  | Ciudad de Vicente López | 22 de febrero | 20:00 |
| Deportivo Morón        | 1 - 0 | Sarmiento         | Francisco Urbano        | 22 de febrero | 21:00 |
| Libre: San Telmo       |       |                   |                         |               |       |

| Barracas Central  | 1 - 2 | Temperley              | Claudio "Chiqui" Tapia | 25 de febrero | 17:00 |
| Flandria          | 1 - 0 | Comunicaciones         | Carlos V               | 25 de febrero | 17:00 |
| Estudiantes       | 1 - 0 | Tristán Suárez         | Ciudad de Caseros      | 25 de febrero | 21:00 |
| General Lamadrid  | 0 - 0 | Platense               | Enrique Sexto          | 26 de febrero | 17:00 |
| Villa San Carlos  | 0 - 0 | Deportivo Morón        | Genacio Sálice         | 27 de febrero | 17:00 |
| San Telmo         | 0 - 1 | Sportivo Italiano      | Dr. Osvaldo Baletto    | 27 de febrero | 17:00 |
| Los Andes         | 0 - 1 | Nueva Chicago          | Eduardo Gallardón      | 27 de febrero | 17:00 |
| Brown             | 0 - 0 | Almagro                | Lorenzo Arandilla      | 27 de febrero | 17:00 |
| Deportivo Armenio | 2 - 0 | Defensores de Belgrano | Armenia                | 27 de febrero | 17:00 |
| Acassuso          | 2 - 1 | Colegiales             | Ciudad de Caseros      | 28 de febrero | 21:05 |
| Libre: Sarmiento  |       |                        |                        |               |       |

| Comunicaciones           | 0 - 0 | San Telmo         | Alfredo Ramos           | 3 de marzo  | 17:00 |
| Almagro                  | 2 - 4 | Estudiantes       | Tres de Febrero         | 3 de marzo  | 17:00 |
| Defensores de Belgrano   | 0 - 1 | Barracas Central  | Juan Pasquale           | 3 de marzo  | 17:00 |
| Sarmiento                | 1 - 0 | Villa San Carlos  | Eva Perón               | 3 de marzo  | 19:00 |
| Colegiales               | 3 - 0 | Flandria          | Colegiales              | 4 de marzo  | 17:00 |
| Tristán Suárez           | 3 - 1 | Los Andes         | 20 de octubre           | 4 de marzo  | 17:00 |
| Temperley                | 1 - 1 | Brown             | Alfredo Beranger        | 5 de marzo  | 19:00 |
| Deportivo Morón          | 5 - 2 | General Lamadrid  | Francisco Urbano        | 5 de marzo  | 21:00 |
| Platense                 | 2 - 0 | Deportivo Armenio | Ciudad de Vicente López | 6 de marzo  | 21:05 |
| Nueva Chicago            | 2 - 0 | Acassuso          | Juan Pasquale           | 14 de marzo | 17:00 |
| Libre: Sportivo Italiano |       |                   |                         |             |       |

| Sportivo Italiano       | 0 - 1 | Comunicaciones         | Ciudad de Vicente López | 9 de marzo  | 17:00 |
| General Lamadrid        | 0 - 1 | Sarmiento              | Enrique Sexto           | 10 de marzo | 17:00 |
| Deportivo Armenio       | 1 - 1 | Deportivo Morón        | Armenia                 | 10 de marzo | 17:00 |
| Barracas Central        | 2 - 1 | Platense               | Claudio "Chiqui" Tapia  | 10 de marzo | 17:05 |
| Brown                   | 3 - 0 | Defensores de Belgrano | Lorenzo Arandilla       | 11 de marzo | 17:00 |
| Flandria                | 1 - 2 | Nueva Chicago          | Carlos V                | 11 de marzo | 17:00 |
| Acassuso                | 3 - 2 | Tristán Suárez         | Ciudad de Caseros       | 11 de marzo | 17:00 |
| Los Andes               | 2 - 2 | Almagro                | Eduardo Gallardón       | 12 de marzo | 17:00 |
| San Telmo               | 1 - 1 | Colegiales             | Lorenzo Arandilla       | 12 de marzo | 17:00 |
| Estudiantes             | 4 - 2 | Temperley              | Ciudad de Caseros       | 12 de marzo | 22:05 |
| Libre: Villa San Carlos |       |                        |                         |             |       |

| Colegiales             | 0 - 1 | Sportivo Italiano | Colegiales              | 16 de marzo | 17:00 |
| Nueva Chicago          | 1 - 0 | San Telmo         | República de Mataderos  | 17 de marzo | 16:00 |
| Temperley              | 0 - 0 | Los Andes         | Alfredo Beranger        | 17 de marzo | 16:00 |
| Defensores de Belgrano | 1 - 1 | Estudiantes       | Juan Pasquale           | 17 de marzo | 16:00 |
| Tristán Suárez         | 2 - 1 | Flandria          | 20 de octubre           | 18 de marzo | 16:00 |
| Villa San Carlos       | 2 - 1 | General Lamadrid  | Genacio Sálice          | 18 de marzo | 16:00 |
| Almagro                | 0 - 0 | Acassuso          | Armenia                 | 18 de marzo | 16:00 |
| Platense               | 2 - 1 | Brown             | Ciudad de Vicente López | 18 de marzo | 20:00 |
| Deportivo Morón        | 1 - 1 | Barracas Central  | Francisco Urbano        | 18 de marzo | 20:00 |
| Sarmiento              | 0 - 0 | Deportivo Armenio | Eva Perón               | 20 de marzo | 21:05 |
| Libre: Comunicaciones  |       |                   |                         |             |       |

| San Telmo               | 2 - 0 | Tristán Suárez         | Ciudad de Vicente López | 23 de marzo | 16:00 |
| Barracas Central        | 1 - 2 | Sarmiento              | Claudio "Chiqui" Tapia  | 24 de marzo | 15:00 |
| Deportivo Armenio       | 2 - 1 | Villa San Carlos       | Armenia                 | 24 de marzo | 16:00 |
| Acassuso                | 2 - 2 | Temperley              | Ciudad de Caseros       | 24 de marzo | 16:00 |
| Comunicaciones          | 0 - 2 | Colegiales             | Alfredo Ramos           | 24 de marzo | 16:00 |
| Brown                   | 1 - 0 | Deportivo Morón        | 20 de octubre           | 24 de marzo | 16:05 |
| Los Andes               | 4 - 2 | Defensores de Belgrano | Eduardo Gallardón       | 25 de marzo | 16:00 |
| Flandria                | 0 - 0 | Almagro                | Carlos V                | 25 de marzo | 16:00 |
| Sportivo Italiano       | 2 - 2 | Nueva Chicago          | República de Italia     | 26 de marzo | 16:00 |
| Estudiantes             | 0 - 0 | Platense               | Ciudad de Caseros       | 26 de marzo | 22:05 |
| Libre: General Lamadrid |       |                        |                         |             |       |

| Temperley              | 2 - 0 | Flandria          | Alfredo Beranger        | 30 de marzo | 14:00 |
| Defensores de Belgrano | 0 - 0 | Acassuso          | Juan Pasquale           | 30 de marzo | 15:30 |
| Tristán Suárez         | 3 - 0 | Sportivo Italiano | 20 de octubre           | 30 de marzo | 15:30 |
| Platense               | 2 - 0 | Los Andes         | Ciudad de Vicente López | 30 de marzo | 20:00 |
| Sarmiento              | 2 - 2 | Brown             | Eva Perón               | 30 de marzo | 21:00 |
| Villa San Carlos       | 1 - 0 | Barracas Central  | Genacio Sálice          | 31 de marzo | 14:00 |
| General Lamadrid       | 2 - 4 | Deportivo Armenio | Enrique Sexto           | 31 de marzo | 15:30 |
| Nueva Chicago          | 3 - 2 | Comunicaciones    | República de Mataderos  | 31 de marzo | 17:00 |
| Deportivo Morón        | 1 - 2 | Estudiantes       | Francisco Urbano        | 31 de marzo | 21:00 |
| Almagro                | 1 - 1 | San Telmo         | Tres de Febrero         | 18 de abril | 15:30 |
| Libre: Colegiales      |       |                   |                         |             |       |

| Los Andes                | 3 - 1 | Deportivo Morón        | Eduardo Gallardón       | 3 de abril | 15:30 |
| Brown                    | 0 - 0 | Villa San Carlos       | 20 de octubre           | 3 de abril | 15:30 |
| Sportivo Italiano        | 1 - 0 | Almagro                | República de Italia     | 3 de abril | 15:30 |
| Comunicaciones           | 1 - 2 | Tristán Suárez         | Alfredo Ramos           | 3 de abril | 15:30 |
| Flandria                 | 0 - 0 | Defensores de Belgrano | Carlos V                | 3 de abril | 15:30 |
| Colegiales               | 3 - 1 | Nueva Chicago          | Colegiales              | 3 de abril | 15:40 |
| Estudiantes              | 0 - 1 | Sarmiento              | Ciudad de Caseros       | 3 de abril | 21:00 |
| Acassuso                 | 0 - 0 | Platense               | Ciudad de Caseros       | 4 de abril | 15:30 |
| San Telmo                | 0 - 0 | Temperley              | Ciudad de Vicente López | 4 de abril | 15:30 |
| Barracas Central         | 2 - 0 | General Lamadrid       | Claudio "Chiqui" Tapia  | 4 de abril | 15:30 |
| Libre: Deportivo Armenio |       |                        |                         |            |       |

| Defensores de Belgrano | 3 - 0 | San Telmo         | Juan Pasquale            | 7 de abril  | 15:00 |
| Deportivo Armenio      | 0 - 0 | Barracas Central  | Armenia                  | 7 de abril  | 15:30 |
| General Lamadrid       | 0 - 0 | Brown             | León Kolbovsky (Atlanta) | 7 de abril  | 16:00 |
| Sarmiento              | 0 - 0 | Los Andes         | Eva Perón                | 7 de abril  | 21:05 |
| Almagro                | 1 - 1 | Comunicaciones    | Tres de Febrero          | 10 de abril | 13:00 |
| Tristán Suárez         | 2 - 2 | Colegiales        | 20 de octubre            | 10 de abril | 13:00 |
| Temperley              | 1 - 0 | Sportivo Italiano | Alfredo Beranger         | 10 de abril | 13:00 |
| Villa San Carlos       | 1 - 0 | Estudiantes       | Genacio Sálice           | 10 de abril | 13:05 |
| Platense               | 2 - 2 | Flandria          | Ciudad de Vicente López  | 10 de abril | 21:05 |
| Deportivo Morón        | 1 - 3 | Acassuso          | Francisco Urbano         | 9 de mayo   | 15:30 |
| Libre: Nueva Chicago   |       |                   |                          |             |       |

| Comunicaciones          | 1 - 0 | Temperley              | Alfredo Ramos          | 14 de abril | 15:30 |
| Nueva Chicago           | 4 - 2 | Tristán Suárez         | República de Mataderos | 14 de abril | 15:30 |
| Acassuso                | 0 - 2 | Sarmiento              | Ciudad de Caseros      | 14 de abril | 17:10 |
| Flandria                | 2 - 2 | Deportivo Morón        | Carlos V               | 15 de abril | 11:00 |
| San Telmo               | 2 - 1 | Platense               | Dr. Osvaldo Baletto    | 15 de abril | 11:00 |
| Los Andes               | 0 - 0 | Villa San Carlos       | Eduardo Gallardón      | 15 de abril | 11:00 |
| Colegiales              | 1 - 4 | Almagro                | Colegiales             | 15 de abril | 11:00 |
| Brown                   | 5 - 0 | Deportivo Armenio      | 20 de octubre          | 16 de abril | 15:00 |
| Sportivo Italiano       | 1 - 2 | Defensores de Belgrano | República de Italia    | 17 de abril | 15:30 |
| Estudiantes             | 1 - 1 | General Lamadrid       | Ciudad de Caseros      | 17 de abril | 21:00 |
| Libre: Barracas Central |       |                        |                        |             |       |

| Temperley              | 1 - 0 | Colegiales        | Alfredo Beranger        | 20 de abril | 22:00 |
| Deportivo Armenio      | 1 - 2 | Estudiantes       | Armenia                 | 21 de abril | 15:30 |
| Barracas Central       | 1 - 2 | Brown             | Claudio "Chiqui" Tapia  | 21 de abril | 15:30 |
| Villa San Carlos       | 0 - 2 | Acassuso          | Genacio Sálice          | 21 de abril | 15:45 |
| Almagro                | 1 - 0 | Nueva Chicago     | Tres de Febrero         | 21 de abril | 21:00 |
| Deportivo Morón        | 0 - 1 | San Telmo         | Francisco Urbano        | 22 de abril | 11:00 |
| Defensores de Belgrano | 1 - 1 | Comunicaciones    | Juan Pasquale           | 22 de abril | 15:25 |
| General Lamadrid       | 2 - 0 | Los Andes         | Enrique Sexto           | 22 de abril | 15:30 |
| Platense               | 0 - 0 | Sportivo Italiano | Ciudad de Vicente López | 23 de abril | 14:00 |
| Sarmiento              | 2 - 2 | Flandria          | Eva Perón               | 24 de abril | 21:00 |
| Libre: Tristán Suárez  |       |                   |                         |             |       |

| Los Andes         | 1 - 0 | Deportivo Armenio      | Eduardo Gallardón      | 28 de abril | 14:00 |
| Colegiales        | 2 - 1 | Defensores de Belgrano | Colegiales             | 28 de abril | 14:00 |
| San Telmo         | 2 - 1 | Sarmiento              | Dr. Osvaldo Baletto    | 28 de abril | 14:00 |
| Estudiantes       | 1 - 0 | Barracas Central       | Ciudad de Caseros      | 28 de abril | 14:00 |
| Nueva Chicago     | 2 - 0 | Temperley              | República de Mataderos | 28 de abril | 15:30 |
| Comunicaciones    | 1 - 2 | Platense               | Alfredo Ramos          | 28 de abril | 15:30 |
| Sportivo Italiano | 2 - 1 | Deportivo Morón        | República de Italia    | 28 de abril | 16:00 |
| Acassuso          | 6 - 2 | General Lamadrid       | Ciudad de Caseros      | 30 de abril | 14:00 |
| Flandria          | 2 - 1 | Villa San Carlos       | Carlos V               | 30 de abril | 14:00 |
| Tristán Suárez    | 2 - 1 | Almagro                | 20 de octubre          | 30 de abril | 14:00 |
| Libre: Brown      |       |                        |                        |             |       |

| Platense               | 0 - 1 | Colegiales        | Ciudad de Vicente López | 4 de mayo | 20:00 |
| Brown                  | 1 - 1 | Estudiantes       | Lorenzo Arandilla       | 5 de mayo | 12:00 |
| Villa San Carlos       | 0 - 0 | San Telmo         | Genacio Sálice          | 5 de mayo | 15:30 |
| Deportivo Armenio      | 0 - 1 | Acassuso          | Armenia                 | 5 de mayo | 15:45 |
| Sarmiento              | 2 - 0 | Sportivo Italiano | Eva Perón               | 5 de mayo | 16:10 |
| Deportivo Morón        | 1 - 0 | Comunicaciones    | Francisco Urbano        | 6 de mayo | 11:00 |
| Defensores de Belgrano | 0 - 1 | Nueva Chicago     | Juan Pasquale           | 6 de mayo | 15:30 |
| Barracas Central       | 1 - 3 | Los Andes         | Claudio "Chiqui" Tapia  | 6 de mayo | 15:30 |
| General Lamadrid       | 1 - 3 | Flandria          | Enrique Sexto           | 6 de mayo | 15:30 |
| Temperley              | 1 - 1 | Tristán Suárez    | Alfredo Beranger        | 8 de mayo | 21:10 |
| Libre: Almagro         |       |                   |                         |           |       |

| San Telmo          | 2 - 1 | General Lamadrid       | Dr. Osvaldo Baletto    | 11 de mayo | 15:30 |
| Flandria           | 1 - 4 | Deportivo Armenio      | Carlos V               | 11 de mayo | 15:30 |
| Los Andes          | 1 - 0 | Brown                  | Eduardo Gallardón      | 12 de mayo | 14:00 |
| Colegiales         | 3 - 0 | Deportivo Morón        | Colegiales             | 12 de mayo | 14:00 |
| Comunicaciones     | 1 - 0 | Sarmiento              | Alfredo Ramos          | 12 de mayo | 14:10 |
| Sportivo Italiano  | 1 - 1 | Villa San Carlos       | República de Italia    | 12 de mayo | 21:35 |
| Nueva Chicago      | 0 - 0 | Platense               | República de Mataderos | 13 de mayo | 12:15 |
| Tristán Suárez     | 1 - 0 | Defensores de Belgrano | 20 de octubre          | 14 de mayo | 15:30 |
| Almagro            | 1 - 1 | Temperley              | Tres de febrero        | 14 de mayo | 15:30 |
| Acassuso           | 2 - 3 | Barracas Central       | Ciudad de Caseros      | 15 de mayo | 21:00 |
| Libre: Estudiantes |       |                        |                        |            |       |

| General Lamadrid       | 0 - 3 | Sportivo Italiano | Enrique Sexto           | 19 de mayo | 12:00 |
| Deportivo Morón        | 2 - 3 | Nueva Chicago     | Francisco Urbano        | 19 de mayo | 12:05 |
| Deportivo Armenio      | 0 - 0 | San Telmo         | Armenia                 | 19 de mayo | 12:05 |
| Barracas Central       | 1 - 3 | Flandria          | Claudio "Chiqui" Tapia  | 19 de mayo | 15:30 |
| Villa San Carlos       | 1 - 2 | Comunicaciones    | Genacio Sálice          | 19 de mayo | 15:30 |
| Estudiantes            | 0 - 2 | Los Andes         | Ciudad de Caseros       | 19 de mayo | 16:00 |
| Sarmiento              | 3 - 0 | Colegiales        | Eva Perón               | 19 de mayo | 16:10 |
| Defensores de Belgrano | 2 - 3 | Almagro           | Juan Pasquale           | 20 de mayo | 15:30 |
| Brown                  | 1 - 2 | Acassuso          | Lorenzo Arandilla       | 21 de mayo | 15:35 |
| Platense               | 0 - 2 | Tristán Suarez    | Ciudad de Vicente López | 22 de mayo | 21:05 |
| Libre: Temperley       |       |                   |                         |            |       |

| Acassuso          | 2 - 1 | Estudiantes            | Armenia                | 25 de mayo | 15:00 |
| Flandria          | 0 - 2 | Brown                  | Carlos V               | 25 de mayo | 15:00 |
| San Telmo         | 1 - 1 | Barracas Central       | Dr. Osvaldo Baletto    | 25 de mayo | 15:00 |
| Sportivo Italiano | 2 - 3 | Deportivo Armenio      | República de Italia    | 25 de mayo | 15:00 |
| Comunicaciones    | 2 - 0 | General Lamadrid       | Alfredo Ramos          | 25 de mayo | 15:00 |
| Colegiales        | 0 - 1 | Villa San Carlos       | Colegiales             | 25 de mayo | 15:00 |
| Nueva Chicago     | 1 - 1 | Sarmiento              | República de Mataderos | 25 de mayo | 15:00 |
| Tristán Suárez    | 1 - 0 | Deportivo Morón        | 20 de octubre          | 25 de mayo | 15:00 |
| Almagro           | 2 - 0 | Platense               | Tres de febrero        | 25 de mayo | 15:00 |
| Temperley         | 0 - 1 | Defensores de Belgrano | Alfredo Beranger       | 25 de mayo | 15:00 |
| Libre: Los Andes  |       |                        |                        |            |       |

Fuente: Programación de Primera B Campeonato 2011/2012 - Fixture

## Goleadores
| Jugador              | Jugador           | Goles | Equipo         |
| -------------------- | ----------------- | ----- | -------------- |
| Bandera de Argentina | Ángel Vildozo     | 21    | Colegiales     |
| Bandera de Argentina | Leonardo Romero   | 20    | Los Andes      |
| Bandera de Argentina | Gastón Grecco     | 17    | Brown          |
| Bandera de Argentina | Daniel Bazan Vera | 16    | Tristán Suárez |
| Bandera de Argentina | Sebastián Cobelli | 14    | Acassuso       |
| Bandera de Argentina | Raúl Becerra      | 14    | Almagro        |

Fuente: Programación de Primera B Campeonato 2011/2012 - Goleadores

## Torneo reducido
Los equipos ubicados del 2° al 9° lugar de la tabla de posiciones participaron del Reducido. El mismo consiste en un torneo por eliminación directa que inicia en la instancia de cuartos de final a partido único, posteriormente se avanza a semifinales (a doble partido) y luego a la Final, que se definirá en partidos de ida y vuelta.
 El equipo que haya finalizado el torneo regular mejor posicionado que su adversario del octogonal tendrá ventaja deportiva, la cual contempla cerrar la serie como local y avance automático de ronda en caso de paridad en cantidad de goles. 
 El equipo que resulte ganador del torneo jugará la promoción por el ascenso a la Primera B Nacional, instancia en la cual deberá enfrentar al equipo directamente afiliado a la AFA que posea el peor promedio, excluyendo a los dos equipos descendidos. En caso de que los dos equipos que terminen en promoción de la Primera B Nacional sean de la misma afiliación a la AFA, el ganador del octogonal jugará con el que finalice en el puesto 18°.
| Colegiales    | 2 - 3 | Acassuso       | Colegiales              | 29 de mayo de 2012 | 13:00 (TV) |
| Estudiantes   | 1 - 0 | Comunicaciones | Ciudad de Vicente López | 30 de mayo de 2012 | 21:00 (TV) |
| Nueva Chicago | 3 - 0 | Los Andes      | República de Mataderos  | 29 de mayo de 2012 | 15:00 (TV) |
| Brown         | 1 - 3 | Platense       | Lorenzo Arandilla       | 30 de mayo de 2012 | 15:00 (TV) |

| Semifinales        | Semifinales     | Semifinales     | Semifinales             | Semifinales         | Semifinales     | Semifinales     | Semifinales     | Semifinales     | Semifinales     | Semifinales     | Semifinales     |
| Partidos de ida    | Partidos de ida | Partidos de ida | Partidos de ida         | Partidos de ida     | Partidos de ida | Partidos de ida | Partidos de ida | Partidos de ida | Partidos de ida | Partidos de ida | Partidos de ida |
| Local              | Resultado       | Visitante       | Estadio                 | Fecha               | Hora (UTC-3)    |                 |                 |                 |                 |                 |                 |
| ------------------ | --------------- | --------------- | ----------------------- | ------------------- | --------------- | --------------- | --------------- | --------------- | --------------- | --------------- | --------------- |
| Acassuso           | 1 - 0           | Estudiantes     | Armenia                 | 3 de junio de 2012  | 13:30 (TV)      |                 |                 |                 |                 |                 |                 |
| Platense           | 0 - 0           | Nueva Chicago   | Ciudad de Vicente López | 3 de junio de 2012  | 11:30 (TV)      |                 |                 |                 |                 |                 |                 |
| Partidos de vuelta |                 |                 |                         |                     |                 |                 |                 |                 |                 |                 |                 |
| Local              | Resultado       | Visitante       | Estadio                 | Fecha               | Hora (UTC-3)    |                 |                 |                 |                 |                 |                 |
| Estudiantes        | 1 - 2           | Acassuso        | Ciudad de Vicente López | 10 de junio de 2012 | 19:30 (TV)      |                 |                 |                 |                 |                 |                 |
| Nueva Chicago      | 3 - 0           | Platense        | República de Mataderos  | 11 de junio de 2012 | 15:00 (TV)      |                 |                 |                 |                 |                 |                 |

| Acassuso                                                                  | 2 - 2 | Nueva Chicago | Armenia                | 17 de junio de 2012 | 15:00 (TV) |
| Nueva Chicago                                                             | 1 - 0 | Acassuso      | República de Mataderos | 22 de junio de 2012 | 15:00 (TV) |
| Nueva Chicago accede a disputar la Promoción con resultado global de 3-2. |       |               |                        |                     |            |

## Promociones

### Promoción Primera B Nacional - Primera B
| Nueva Chicago                                                        | 1 - 0 | Chacarita Juniors | República de Mataderos | 27 de junio | 15:10 |
| Chacarita Juniors                                                    | 1 - 1 | Nueva Chicago     | Chacarita Juniors      | 30 de junio | 13:00 |
| Nueva Chicago ascendió a la Primera B Nacional con un global de 2-1. |       |                   |                        |             |       |

### Promoción Primera B - Primera C
| Central Córdoba                                               | 1 - 1 | Sportivo Italiano | Gabino Sosa         | 26 de junio | 18:00 |
| Sportivo Italiano                                             | 0 - 2 | Central Córdoba   | República de Italia | 30 de junio | 15:10 |
| Central Córdoba ascendió a la Primera B con un global de 3-1. |       |                   |                     |             |       |

## Temporadas disputadas
| Campeonatos disputados            | Campeonatos disputados  | Campeonatos disputados  |
| Campeonato de Primera B           | Campeonato de Primera B | Campeonato de Primera B |
| --------------------------------- | ----------------------- | ----------------------- |
| Campeonato 1986/87                | Campeonato 1989/90      | Campeonato 1992/93      |
| Campeonato 1987/88                | Campeonato 1990/91      |                         |
| Campeonato 1988/89                | Campeonato 1991/92      |                         |
| Torneo Apertura y Torneo Clausura |                         |                         |
| Apertura 1993                     | Apertura 1995           | Apertura 1997           |
| Clausura 1994                     | Clausura 1996           | Clausura 1998           |
| Apertura 1994                     | Apertura 1996           | Apertura 1998           |
| Clausura 1995                     | Clausura 1997           | Clausura 1999           |
| Campeonato de Primera B           |                         |                         |
| Campeonato 1999/00                | Campeonato 2000-01      | Campeonato 2001-02      |
| Torneo Apertura y Torneo Clausura |                         |                         |
| Apertura 2002                     | Apertura 2004           | Apertura 2006           |
| Clausura 2003                     | Clausura 2005           | Clausura 2007           |
| Apertura 2003                     | Apertura 2005           |                         |
| Clausura 2004                     | Clausura 2006           |                         |
| Campeonato de Primera B           |                         |                         |
| Campeonato 2007-08                | Campeonato 2010-11      | Campeonato 2013-14      |
| Campeonato 2008-09                | Campeonato 2011-12      |                         |
| Campeonato 2009-10                | Campeonato 2012-13      |                         |